# 파크 하얏트 서울
파크 하얏트 서울(영어: Park Hyatt Seoul)은 비즈니스와 쇼핑의 중심지인 삼성동 무역센터와 코엑스(COEX) 국제 회의장 및 종합 전시장의 맞은편에 자리하고 있다. 파크하얏트(Park Hyatt)는 하얏트 브랜드 계열의 최고급 부티크 호텔로, 파크 하얏트 서울은 아시아에서는 일본의 파크 하얏트 동경에 이어 2번째로 오픈했다. 세계적인 인테리어 디자인 회사인 수퍼포테이토(Super Potato)가 디자인한 6성급(특1급) 호텔로, 뛰어난 건축 디자인과 품격있는 레스토랑들로 유명하다.

## 역사
1999년 파크하얏트 서울 계약 체결했다. 2000년에 착공하여 2003년 설립 계획한다고 개관할 예정이다. 2005년 호털 설립 후 4월 15일에 완공하고 개관했다. 2007년 소비자가 뽑은 명품 브랜드 VIP서비스 부문 선정했다. 2011년 미국 미디어 기업에서 선정했는데 세계 100대 호텔 중에서 한국이 유일하다. 2020년 임시 휴헙하고 재개관하였다. 2023년 서울 최고의 호텔 1위 선정했고 2024년 4성급 호텔 선정했다.

## 높이
완공 후 100m의 높이 호텔이 되었다. 완공 후 테헤란로에서 높은 호텔이 되었다. 대치동에서 높은 호텔이 되었다. 호텔의 높이는 100m지만 영동대로에 있는 호텔보다 낮다.

## 특징
스위트룸을 포함한 총 185개의 객실들은 현대적인 감각으로 디자인되었으며, 안락한 휴식을 위한 최상의 프라이빗 서비스를 제공한다. 모든 객실에서는 바닥부터 천장까지 이르는 통 유리창을 통해 도심 전경을 감상할 수 있다. 객실과 더불어 23층과 24층에 위치한 파크 클럽의 스파, 수영장과 피트니스 스튜디오 시설에서는 도심 전경을 감상하며 휴식을 만끽할 수 있다.
메인 레스토랑인 코너스톤(Cornerstone)에서는 대형 화덕에서 구워 나오는 최상급 육류와 해산물 요리를, 가장 높은 24층에 위치한 더 라운지(The Lounge)에서는 도심 전경과 함께 한식과 양식, 그리고 다양한 음료를, 바 & 레스토랑 더 팀버 하우스(The Timber House)에서는 와인과 사케 등 주류와 일식 요리, 라이브 공연 등을 즐길 수 있다. 그밖에도 파크 하얏트 서울에는 소규모 웨딩, 프라이빗 이벤트, 연회, 가족모임을 위한 시설도 준비되어 있다.
인물은 김대철이고 산업은 호텔업이다. 제품은 숙박, 도소매, 음식, 서비스다. 종업원은 209명이다. 이 호텔은 도심에서 휴식을 즐긴다.

## 내부 시설
파크 하얏트 서울의 내부 시설이다.
| 층수                | 시설       |
| ------------------- | ---------- |
| 24층                | 로비       |
| 23층                | 부대시설   |
| 5층 ~ 22층          | 호텔       |
| 4층                 | 게스트     |
| 3층                 | 미팅       |
| 2층                 | 코너스톤   |
| 1층                 | 로비       |
| 지하 4층 ~ 지하 1층 | 지하주차장 |

## 수상내역
| 연도   | 내역 |
| ------ | --- |
| 2006년 | 시사주간지타임(TIME)지 선정, 아시아 최고의 욕실을 갖춘 호텔(Best Place to Get Naked) 콘데나스트 트래블러(Condé Nast Traveler) 선정 세계130개 최고호텔 중 55개의 최고 스파                                                                       |
| 2007년 | 코리아헤럴드(The Korea Herald) 선정 2007최고브랜드어워드 럭셔리프리미어호텔 |
| 2009년 | 소비자가 뽑은 세계 명품 브랜드 대상 VIP서비스 부문 |
| 2010년 | 스마트 트래블 아시아(Smart Travel Asia) 선정, 세계 톱 25 비즈니스호텔 |
| 2011년 | 콘데나스트 트래블러 선정, 국내 호텔 중 유일의 세계 100개 최고 호텔 선정, 아시아지역 125개 최고호텔 중 13위 |
| 2012년 | 일본 및 한국지역 최고호텔 ’중 2위 콘데나스트 트래블러의 전문기자들이 뽑은 세계 최고 511개 호텔, 리조트, 크루즈골드 리스트 중 국내 유일한 호텔로 선정. 트래블 앤 레저(Travel+Leisure)선정 2012년 세계 최고 비즈니스호텔 중 국내호텔 중 1위 수상. |
| 2013년 | 트립 어드바이저(TripAdvisor)선정 2013년 트래블러 초이스 국내호텔 중 1위 수상 |

## 같이 보기
- 대한민국의 호텔 목록
- 서울 강남구의 마천루 목록
- 호텔아이파크
- 파크 하얏트 부산
- 현대산업개발그룹